# Catephia dipterygia
Catephia dipterygia là một loài bướm đêm trong họ Erebidae.